# Гуцал
Гу̀цал е село в Западна България. То се намира в община Самоков, Софийска област.

## География
Село Гуцал се намира на 6 километра от главния път между Костенец и Самоков. На около 2 километра след Долна баня по посока Самоков има обозначен разклон за него. Има две махали. В долната има карстово езеро.
Гуцал е с южно изложение, което открива прекрасна гледка към цяла Рила. Въздухът е изключително чист.

## Население
- 1934 г. – 1261 жители
- 1946 г. – 1332 жители
- 1956 г. – 1182 жители
- 1975 г. – 707 жители
- 1992 г. – 396 жители
- 2001 г. – 302 жители
- 2008 г. – 160 жители
- 2009 г. – 155 жители
- 2010 г. – 152 жители
- 2011 г. – 142 жители

## Религии
Гуцалци са православни християни. В селото има църква „Успение Богородично“, но невинаги е отворена (свещеникът обслужва и село Марица).
През 2011 година е осветен параклис „Възнесение Господне“. Намира се в местността „Спасов кръст“ над селото, където на Възнесение Господне (Спасовден) се провежда и събор. Параклисът е осветен през юли 2011 година от софийския викарен епископ Йоан Знеполски. По инициатива на жителите на селото районът е облагороден, като са посадени много видове кипариси.